# Ateliers Teixeira Automobiles

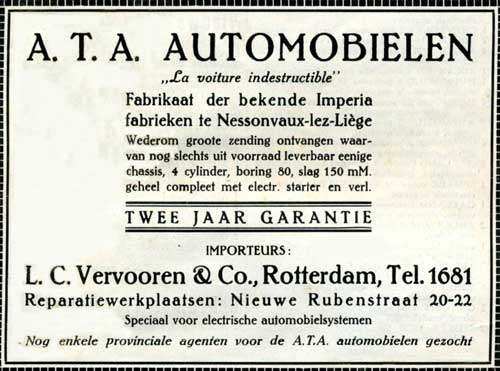
Anzeige von 1920 in den Niederlanden

Ateliers Teixeira Automobiles war ein belgischer Hersteller von Automobilen.

## Unternehmensgeschichte
Die portugiesischen Brüder Alfredo und Henrique Teixeira wollten in die Automobilindustrie einsteigen, sahen dafür aber in ihrer Heimat Portugal keine Möglichkeit. Sie kamen in Kontakt mit Léonard Lequarré und erwarben 1913 eine geräumige Fabrik in Trooz. 1914 begann die Produktion von Automobilen, die als ATA vermarktet wurden. Der Erste Weltkrieg sorgte 1914 für die Produktionsaufgabe. Die Brüder verloren viel Geld. Insgesamt entstanden etwa 25 Fahrzeuge.
1918 ging die Leitung an Mathieu van Roggen von Automobiles Imperia. 1919 wurde das Unternehmen aufgelöst. Im November 1920 wurden noch Fahrzeuge in den Niederlanden angeboten.

## Fahrzeuge
Das Unternehmen bot vier Modelle mit Vierzylindermotoren an. Dies waren der 8 CV mit 1470 cm³ Hubraum, der 12 CV mit 2155 cm³ Hubraum, der 16 CV mit 3016 cm³ Hubraum und der 20 CV mit 4071 cm³ Hubraum.